# Fender Jaguar Bass
Fender Jaguar Bass je električna bas-gitara koju proizvode Fender pogoni u Japanu i Kini.

(Napomena: model Fender Jaguar Bass ne treba miješati s modelima Fender Jaguar Bass VI Custom, i Fender Bass VI).

## Dizajn
U svom izgledu model Jaguar Bass izuzev vrata, mosta i elektromagneta vjeran je svom izvornom izgledu. Vrat gitare modela Jaguar umjesto standarnih Jazz točaka kao marekera orijentacije tona, krase kvadratne pearloid oznake, što je u pravilu bila praksa samo za vrhunski dizajnirane instrumente.
 U model je ugrađen standardni (stariji dizajn) most, i mašinice na glavi vrata. Također su ugrađena dva elektrinička modula: pasivni i aktivni, a funkcioniraju samo kad je prekidač (pločica na gorenjem rogu gitare) u gornejm/aktivnom položaju. Uporaba i odabir ovih opcija pružaju puniji i oblikovaniji ton. Dva susjedna prekidača imaju značaj kontrole basa, i visokih tonova. Manja pločica, s trodjelnim preklopnikom (pri donjem dijelu roga gitare) funkcionira ovako: svaki elektromagnet ima po jedan prekidač za sebe, stime da treći pruža mogućnost izbora serijeskog ili paralelnog spoja elektromagneta. I ostaje još opis glavne kontrolne pločice na kojoj je izlazni spoj kabela gitare, kontrolni pot za glasnoću, i objedinjeni pot tona, za oba elektromagneta.

Kada bi opisali osnovni ton modela Jaguar Bass-a kazali bi da je on pun, i stabilan, slično kao i model Jazz koji zadržava svoju prepoznatljivu boju tona. Ton mu krasi osebujna i jedinstvena tonska fleksibilnost, koja u tom omjeru nije pronađena niti u jednom drugom Fenderovu proizvodu. Na primjer, poznati basisti: Leigh Gorman, Jonathan Herrera i Greg Olwell u "Bass Player Magazine" zamijetili su da model Jaguar Bass može uvjerljivo dočarati zvuk P-Bass-a, i da bi se mogao upotrijebiti u obradama hit pjesama iz izdavačke kuće Motown.

## Povijest
Fender je 1960. godine (u odnosu na prethodni Precision Bass) marketinški predstavljao model Jazz Bass-a, poznat kao "Deluxe model" da je nastao na istoj korjenskoj osnovi kao i gitara Fender Jazzmaster. Ogledno po užem vratu na inicijativu i apel jazz glazbenika.

Naredne, 1961. godine predstavljen je i šestožičani model Fender Bass VI s nešto kraćom dužinom skale vrata. Ovaj model imao je dizajniran novi trodjelni kontrolni prekidač što je bila novina u Jaguar Bass modelima predstavljenim iduće godine.

Fender je 1975. godine modele gitara Jaguar i Bass VI prestao proizvoditi, ali zbog velike popularnosti među Indie rock glazbenicima proizvodnju je 1999. godine ponovno pokrenuo. U vremenu od 2004. – 2006. godine Fender je proizvodio model Jaguar Bass VI Custom (križani model između Bass VI i Jaguara). Prije samog prestanka proizvodnje modela Custom, Fender je na jednoj od najvećih svjetskih priredbi prezentacije glazbene opreme NAMM u gradu Anaheimu, u Kaliforniji predstavio svoj Jaguar Bass.

Model Jaguar na domaćem japanskom tržištu bio je dostupan u bijeloj i sunburst završnici, dok u Americi izvorno je bio dostupan samo u crnoj i crvenoj boji, s obavezno pripadajućom bojom glave vrata. Puni raspon modela u završnici svih boja bio je dostupan tek 2008. godine, kad je model kao takav lansiran na globalnoj razini.

Unatoč tomu što je proizvodnja u Americi prestala 2010. godine, a u Japanu 2011. godine, Fender je ipak u ljeto 2011. godine pokrenuo prizvodnju "Deluxe Jaguar Bass" modela, koji je dostupan u crvenoj (bez podrazumijevane boje glave vrata), kobaltno plavoj i u trobojnoj sunburst završnici.

### Squier Vintage Modified Jaguar Bass
Fender je 2010. godine predstavio model Squier Vintage Modified Jaguar Bass. Model s crnim tijelom, i zadanom crnom bojom glave vrata.

Zbog izostanka dodataka elektronike u rogu gitare po izgledu odudara od uobičajenog Jaguar Bass-a, nego najviše sliči na Jazz Bass. Model Squier Vintage Modified Jaguar Bass stavlja Fenderov klasični izgled dizajna (pot za kontrolu glasnoće, i pot za ton) u grupu jedinstveno atraktivnih i svestranih modela bas-gitare. Ostale značajke uključuju: tijelo od agathis drveta, konfiguraciju P (Duncan Designed) / J (Jazz Bass) elektromagneta, jednodijelni vrat od javora, hvataljku vrata od palisandera, troslojnu (crnu/bijelu) ploču i elegantne kvadratne pearloid oznake za marekere orijentacije tona na vratu gitare.

Klasični stil dizajna tijela podsjeća na dizajn modela iz prošlih vremena, ali u koje je sada ugrađena ažurirana, kvalitetna elektronika.

### Squier Vintage Modified Jaguar Bass Special
Fender je 2011. godine proizveo model bas-gitare s izborom konfiguracije P / J, ili s jednom dvostrukim elektromagnetom. Raspored potova za kontrolu glasnoće i tona identičan je modelu Jazz Bass. Dok u modelu Jaguar Bass posebno su odvojeni elektromagneti P bliži vratu, i J elektromagnet bliže mostu gitare, u modelu Jaguar Bass Special HB koristi dvostruki elektromagnet i tropojasni aktivni ekvilajzer. Ostale značajke uključuju: puno tijelo od agathisa ili lipe (ovisno o završnici), vrat od javora s hvataljkom od palisandera s 20. pragova. Na hvataljci nalaze se kvadratne pearloid oznake za marekere orijentacije tona na vratu gitare.  

### Squier Vintage Modified Jaguar Bass Special SS (kratka skala)
Model Jaguar Bass Special SS ima ugrađenu konfiguraciju od P/J elektromagneta, puno tijelo od agathis drveta, vrat od javora s hvataljkom od palisandera s 20. pragova. Dužina skale je kraća, i iznosi 762 mm dužine.

(Napomena: Skala gitare je razmak između vrha sedla na mostu, i vrha na kobilici gitare).

### Modern Player Jaguar Bass
Modern Player Jaguar Bass je predstavnik Modern Player serije koju je Fender proizveo 2011. godine. Osnovne značajke ovog modela su: sportsko koto (vrsta japanskog drveta) tijelo, vrat ima moderni "C" oblik izrađen od javora. Konfiguracija ugrađenih elektromagneta je: jedan "Modern Player Jazz Bass" (bliže mostu), i "Modern Player Precision Bass" bliže vratu gitare. Model je dostupan u crnoj boji.

## Poznati glazbenici
| - Sienna DeGovia - Matt Freeman - Eva Gardner - Paul Chiesa - Colin Greenwood - Georg Hólm - Brad Heald - Sally Hope - Pino Palladino | - Tyson Ritter - Simon Rix - Chris Ross - Corey Hykaway - Matthew Taylor - Sergio Vega - Mikey Way - Simon Young - Miles Westfall |

## Vanjske poveznice
- "Fender - službena stranica"  Arhivirana inačica izvorne stranice od 26. travnja 2012. (Wayback Machine)